# Isabella van Pembroke

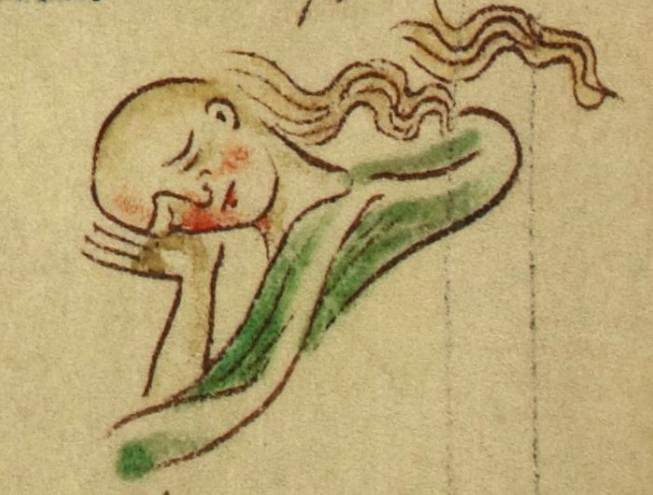
Isabella Marshall

Isabella Marshall, gravin van Pembroke (Pembroke Castle, 9 oktober 1200 - Berkhamsted Castle, 17 januari 1240) was een Engelse edelvrouw, gemalin van Gilbert de Clare, 4e graaf van Hertford, en eerste gemalin van de latere rooms-Duitse koning Richard van Cornwall.

## Leven

### Afkomst en familie
Isabella werd op Pembroke Castle geboren als dochter en zevende kind van William Marshal, 1e graaf van Pembroke, en diens vrouw Isabella de Clare. Vijf van haar broers erfden achterelkaar de titel Earl of Pembroke en stierven allen zonder mannelijke erfgenamen na te laten, zodat de titel ten slotte op de nakomelingen van hun jongere zuster Johanna overging.

### Eerste huwelijk
Isabella trouwde op 9 oktober 1217 op 17-jarige leeftijd in de abdij van Tewkesbury met Gilbert de Clare, 4e graaf van Hertford, die twintig jaar ouder was dan haar. Het huwelijk bleek buitengewoon gelukkig te zijn en ze baarde haar man zes kinderen. Via deze was ze onder andere overgrootmoeder van de latere Schotse koning, Robert I de Bruce. Isabella's gemaal Gilbert stierf op 25 oktober 1230 op de terugreis van een veldtocht in Bretagne en werd in Tewkesbury bijgezet. Isabella was nu op haar dertigste weduwe.

### Tweede huwelijk

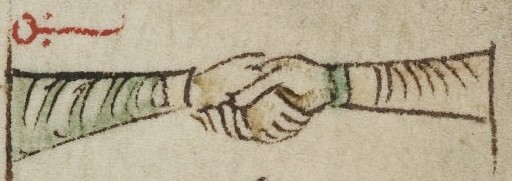
Miniatuur ter illustratie van het huwelijk van Richard en Isabella (Royal 14 C VII f. 117).

Zes maanden na de dood van haar eerste man werd ze op 30 maart 1231 in Fawley met Richard van Cornwall, een zoon van de overleden koning Jan zonder Land en broer van de nieuwe koning Hendrik III, in de echt verbonden. Richards broer, Hendrik III, had op een politiek voordeligere huwelijk gehoopt, doch de kinderrijkdom uit Isabella's eerste huwelijk heeft mogelijk een doorslaggevende rol gespeeld in Richards keuze (al zou Isabella er ook niet onaardig hebben uitgezien.). Het paar kreeg vier kinderen, van wie er echter drie als kind stierven. Het huwelijk was niet echt gelukkig te noemen, aangezien Richard als rokkenjager bekend stond en er enkele maîtresses op nahield.

### Dood
Isabella stierf in 1240 in het kraambed aan leverfalen na de geboorte van een doodgeboren zoon. Ze wenste aan de zijde van haar eerste man in de abdijkerk van Tewkesbury te worden bijgezet, doch Richard liet haar in de abdij van Beaulieu begraven, enkel haar hart werd naar Tewkesbury overgebracht om haar laatste wens te vervullen.

## Nalatenschap
Isabella werd ook vermeld in de Histoire de Guillaume le Maréchal.
Cele qui out nom Ysabel
Eüst non par dreit "vis a bel"
Quer bone est e bele deit estre;
Cele out li quens de Gloecestre.

## Nakomelingen
Uit haar eerste huwelijk met Gilbert de Clare:
- Agnes de Clare (1218)
- Amicia de Clare (1220–1284), ∞ Baldwin de Redvers (6e graaf van Devon)
- Richard de Clare, 5e graaf van Hertford (1222–1262)
- Isabella de Clare (1226–na 1264), ∞ Robert Bruce (5e heer van Annandale)
- William de Clare (1228–1258)
- Gilbert de Clare (1229), priester

Uit haar huwelijk met Richard van Cornwall:
- Jan van Cornwall (1232-1233)
- Isabella van Cornwall (1233-1234)
- Hendrik van Almain (1235-1271)
- Nicholas van Cornwall (17 januari 1240-17 januari 1240), werd naast zijn moeder begraven.